# ديميتري أكيموف
ديميتري أكيموف (بالروسية: Акимов, Дмитрий Сергеевич)‏ هو لاعب كرة قدم روسي في مركز الهجوم، ولد في 14 سبتمبر 1980 في سانت بطرسبرغ في روسيا. لعب مع دينامو مينسك وزينيت سانت بطرسبرغ وسيبير نوفوسيبيريسك ونادي روستوف.

## وصلات خارجية
- ديميتري أكيموف على موقع قاعدة بيانات كرة القدم.إي يو (الإنجليزية)
- ديميتري أكيموف على موقع Soccerway.com (الإنجليزية)
- ديميتري أكيموف على موقع عالم كرة القدم.نت (الإنجليزية)